# Езекіл Генті
Езекіл Генті (англ. Ezekiel Henty, нар. 13 травня 1993, Лагос) — нігерійський футболіст, нападник ізраїльського клубу «Маккабі Бней Рейне».

## Ігрова кар'єра
Народився 13 травня 1993 року в місті Лагос. Вихованець місцевого футбольного клубу «Флаїнг Спортс», з якого 2012 року потрапив до академії італійського «Мілану». Рік Езекіл провів у молодіжній системі команди, після чого для отримання ігрової практики був відданий в оренду до «Спеції». 24 вересня 2013 року в матчі проти «Тернани» (2:1) Генті дебютував у Серії B. У цьому поєдинку він забив свій перший гол на професійному рівні. Загалом нігерієць зіграв лише шість матчів за клуб і забив один гол.
На початку 2014 року Езекіл знову був відданий в оренду, його новою командою стала «Перуджа». 12 січня в матчі проти «Губбіо» (5:0) він дебютував за новий клуб. Під час свого перебування в «Перуджі» Генті забив 2 голи в дванадцяти матчах і допоміг клубу вийти до Серії В.
29 серпня 2014 року Генті втретє було відправлено в оренду, його новою командою стала словенська «Гориця». 31 серпня в поєдинку проти «Рудара» (1:2) він дебютував у чемпіонаті Словенії. 29 вересня в матчі проти клубу «Крка» Генті забив свій перший гол за «Горицю». Всього нігерієць забив двічі в тринадцяти матчах за команду.

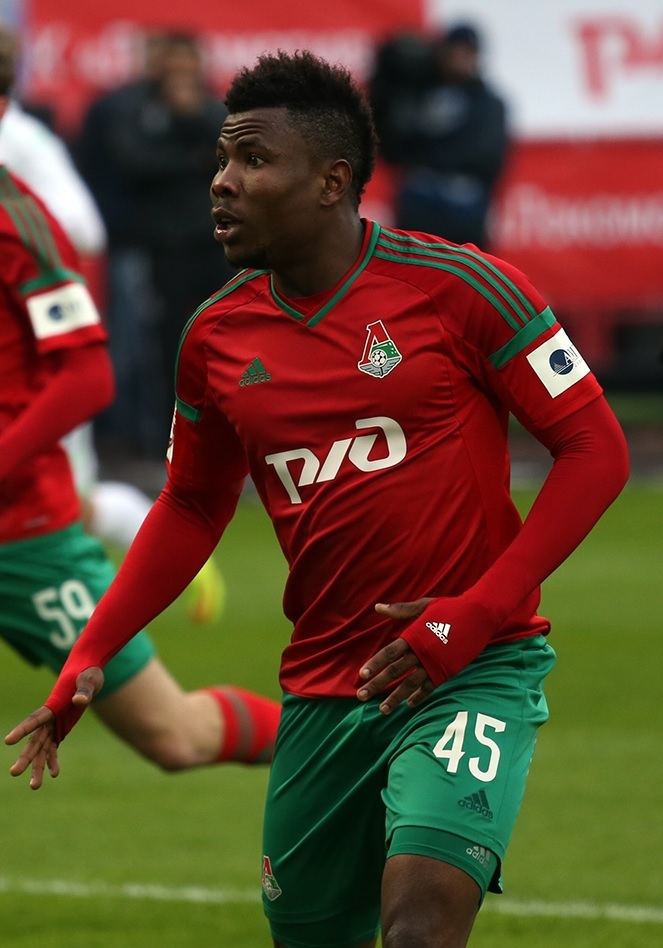
Езекіл Генті під час витупів за «Локомотив». 2016 рік.

На початку 2015 року Езекіл на правах оренди перейшов до люблянської «Олімпії». 28 лютого в матчі проти «Радомлє» (4:0) він дебютував за новий клуб. 14 березня у поєдинку проти свого колишнього клубу «Гориця» (3:1) Генті забив свій перший гол за команду з Любляни. Влітку того ж року Олімпія викупила трансфер Езекіеля за 150 тис. євро, підписавши дворічний контракт. Забивши 10 голів у 24 матчах за команду в усіх турнірах, Генті в січневе трансферне вікно привернув увагу ряду клубів. Сам Генті хотів залишитися в клубі, щоб допомогти йому виграти чемпіонат, однак клуб прийняв пропозицію від двох російських команд на 5,5 мільйона євро, що стало рекордним трансфером для клубу.
19 лютого 2016 року Генті підписав довгостроковий контракт з московським «Локомотивом», який заплатив за гравця 5,5 млн євро. 6 березня в матчі проти грозненського «Терека» він дебютував у РПЛ, замінивши в другому таймі Олександра Коломейцева. Після свого дебюту за клуб Генті сказав, що його мета — забити 7–8 голів у десяти матчах, проте до кінця сезону не забив жодного голу. Лише на початку нового сезону, 28 серпня в поєдинку проти «Краснодара» Езекіель забив свій перший гол за «Локомотив», реалізувавши пенальті. втім він так і залишився єдиним. На початку 2017 року через низьку результативність Генті було віддано в оренду в арабський «Баніяс». 21 січня в матчі проти «Дібба Ель-Фуджайра» (3:4) він дебютував в арабській Суперлізі. 3 березня в поєдинку проти «Аль-Васла» (3:4) Генті забив свій перший гол за «Баніяс». Загалом до кінця сезону 2016/17, він зіграв 12 матчів і забив 5 голів за команду.
19 липня 2017 року Генті перейшов в угорський «Відеотон», підписавши трирічний контракт. Повідомляється, що тренсфер обійшовся угорцям в 1 мільйон євро. 30 липня в матчі проти «Уйпешта» (2:2) він дебютував у чемпіонаті Угорщини. 6 серпня в поєдинку проти «Мезйокйовешд» (2:0) Генті забив свій перший гол за «Відеотон».
На початку 2018 року Езекіл на правах оренди перейшов до іншого угорського клубу «Академія Пушкаша», де і завершив сезон, після чого підписав з командою повноцінний контракт. Відразу після цього нігерійця було віддано в оренду на сезон 2018/19 у хорватський «Осієк». Повернувшись по завершенні терміну оренди до Угорщини, Генті показав високу результативність, забивши за «Академія Пушкашю» 7 голів у 12 іграх першої частини чемпіонату 2019/20.

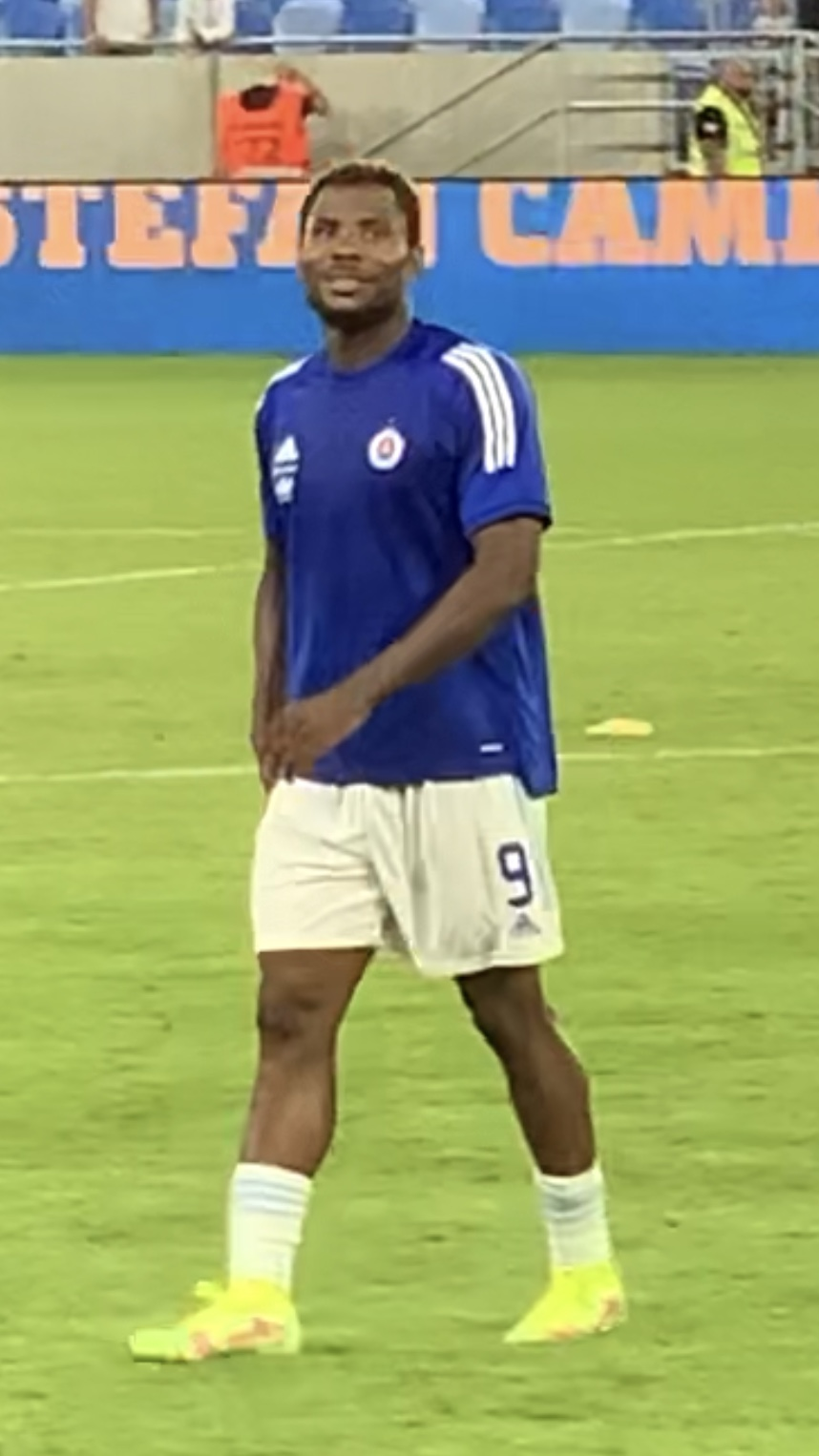
Езекіл Генті під час витупів за «Слован». 2021 рік.

24 січня 2020 року Генті перейшов до складу чинного чемпіоному Словаччини, братиславського «Слована», де мав замінити Андража Шпорара, який раніше пішов у «Спортінг». Дебютував у чемпіонаті 16 лютого 2020 року в 19-му турі в дербі проти «Спартака» з Трнави (0:0), відігравши увесь матч. Генті зіграв до кінця сезону у п'яти іграх і допоміг «Словану» захистити титул чемпіона, а також виграти Кубок Словаччини, здобувши такими чином «золотий дубль».
Наступного сезону Езекіл став частіше виходити на поле і 14 березня 2021 у матчі проти клубу «Тренчин» він забив свій перший гол у чемпіонаті та взяв участь у розгромній перемозі «Слована» на полі суперника з рахунком 6:2. Вдруге та втретє він забив за «Слован» у 31-му турі проти клубу ВіОн (4:0), відзначившись на 75-й та 77-й хвилинах. У цьому сезоні у складі «Слована» він знову виграв чемпіонат ліги після цього матчу, який став для клубу вже третім поспіль. У той же час він вдруге поспіль виграв з командою національний кубок після перемоги 2:1 після додаткового часу над «Жиліною» і допоміг команді захистити «золотий дубль» вперше в історії.
Сезон 2021/22 Генті розпочав вдало, забивши у першій половині сезону 9 голів у 18 іграх чемпіонату, а також двічі відзначився у єврокубкових змаганнях, після чого на початку 2022 року відправився до Саудівської Аравії у клуб «Аль-Хазм», де виступав на правах піврічної оренди з правом викупу, яким арабський клуб не скористався. Влітку 2022 року він  повернувся до «Слована» та готувався індивідуально і згодом знову відправився в оренду, цього разу на рік з правом викупу, до чинних чемпіонів Купру клубу «Аполлон» з Лімасола. Загалом відіграв за клуб з Лімасола 24 матчі в національному чемпіонаті. Згодом грав за іншу лімасолську команду АЕЛ.
На початку 2024 року перебрався в Ізраїль, де грав за місцеві клуби «Ашдод» та «Маккабі Бней Рейне».

## Титули і досягнення
- Чемпіон Словаччини (2):

«Слован»: 2019/20, 2020/21
- Володар Кубка Словаччини (2):

«Слован»: 2019/20, 2020/21
- Володар Суперкубка Кіпру (1):

«Аполлон»: 2022